# Техничка школа за дизајн коже Београд
Техничка школа за дизајн коже Београд је средња школа. Налази се у Београду, општини Вождовац, у улици Војислава Илића 88.

## Историјат
Школа је била смештена у Бранковој улици (некада Господарској) у општини Савски венац, а онда је  2017. године премештена у зграду у улици Војислава Илића 88 на Вождовцу. Стару зграду у којој се школа налазила изградиле су 1879. године образоване жене Београда окупљене око Београдског женског друштва. Ова школа била је прва таква у Кнежевини Србији, а основана је исте године када и прва женска занатска школа у Паризу. Покровитељке школе биле су књегиња Наталија Обреновић и краљица Марија Карађорђевић.
Школа је била девојачка и првобитно названа „Раденичка школа”, да би након Првог светског рата названа „Женска занатска школа”. Више пута је мењала име, али је опстала све до данас. За делатност дизајна коже школа се специјализовала 1961. године, када је добила назив „Кожарски школски центар”. У почетку је била верификована за занатлије као што су ташнери, коферџије, сарачи, крзнари и други из кожарске струке, а касније је уводила нове образовне профиле, да би на крају променила и назив у Техничка школа за дизајн коже.
Године 2012. школа је у свој план и програм увела занимања из подручја хемије, неметала и графичарства. Године 2017. школа је из Бранкове улице на Савском венцу премештена у улицу Војислава Илића 88 на Вождовцу.